# Stade Léon-Bollée
Het Stade Léon-Bollée was een multifunctioneel stadion in Le Mans, een stad in Frankrijk.
In het stadion was plaats voor 17.801 toeschouwers. Het stadion werd geopend in 1906 en gerenoveerd in 2004. Het stadion werd vooral gebruikt voor voetbalwedstrijden, de voetbalclub Le Mans FC maakte gebruik van dit stadion. Het stadion werd gesloten in 2011 en het wordt sinds 2020 afgebroken.

## Interlands
| Voetbalinterlands | Voetbalinterlands | Voetbalinterlands               | Voetbalinterlands | Voetbalinterlands | Voetbalinterlands |
| №                 | Datum             | Wedstrijd                       | Uitslag           | Competitie        | Toeschouwers      |
| ----------------- | ----------------- | ------------------------------- | ----------------- | ----------------- | ----------------- |
| 1                 | 12 november 2005  | Roemenië – Ivoorkust            | 1–2               | Vriendschappelijk | 5.377             |
| 2                 | 15 november 2006  | Ivoorkust – Zweden              | 1–0               | Vriendschappelijk | 3.871             |
| 3                 | 13 oktober 2009   | Noord-Korea – Congo-Brazzaville | 0–0               | Vriendschappelijk |                   |